# Historiadors marxistes britànics
Corrent historiogràfic anglosaxó que fa una lectura cultural del marxisme, oposada a lectures economicistes i centrant-se en el concepte de lluita de classes per explicar el canvi social.

## Precursors
D'una forma àmplia, es poden considerar sota aquest concepte tres rellevants historiadors previs, cronològicament anteriors: Vere Gordon Childe, que revolucionà els estudis de prehistòria (creador del concepte de la revolució neolítica); i dos especialistes en l'estudi de la Unió Soviètica i els seus líders, Isaac Deutscher (biògraf de Trotski i Stalin) o E. H. Carr, conegut també per la seva defensa d'una història sociològica i oposada al positivisme (Què és la història?).

## Origen i evolució
El nucli, el formen els que d'una manera o altra procedien o es relacionaven amb el Grup d'Historiadors del Partit Comunista britànic, creat el 1946 com una secció del mateix Partit Comunista de la Gran Bretanya, però que amb la invasió d'Hongria el 1956 no resistiran en la majoria dels casos l'adscripció a aquell partit.
El grup publicarà a partir de 1952 la revista Past and Present, la qual pretenia “reflectir i explicar (las) transformacions que pateix la societat en virtut de la seva naturalesa”, declaració d'intencions pel que fa al paper central de les contradiccions socials i la lluita de classes en el seu discurs històric, el que Harvey Kaye ha vingut a anomenar la teoria de determinació de classes. Un altre tret característic en serà la insistència en l'estudi de la cultura i fenòmens culturals per sobre de lectures economicistes del marxisme (considerant-les, a més, falses lectures del pensament de Marx i Engels), cosa que fa que se'ls hagi anomenats també marxistes orientats a la cultura: un exemple en són els estudis de Christopher Hill sobre ideologia i cultura en la Revolució Anglesa.
Des dels anys 50, sorgí una polèmica internacional a partir dels escrits d'un dels membres del grup, Maurice Dobb i els seus Estudis sobre el desenvolupament del capitalisme (1946), aparentment un tema d'història econòmica, però que ressituava en el discurs històric el paper de les contradiccions internes i la lluita de classes per entendre els canvis socials: en el debat sobre la transició del feudalisme al capitalisme, hi participaren membres del mateix grup com el mateix Dobb (història econòmica) o Rodney Hilton (medievalista) o altres estudiosos marxistes d'arreu (Paul Swezzy, Takahashi…); als anys 50, Eric Hobsbawm introduí el concepte de crisi general del XVII i publicà Formacions econòmiques precapitalistes, la part dels Grundisse de Marx que es referia a aquestes societats; als anys 70, també contribuïren al debat des d'una posició diferenciada qualificada d'estructuralista o de sociologia històrica els treballs de Perry Anderson (Transicions de l'antiguitat al feudalisme i L'estat absolutista) o el que s'anomena el debat Brenner, en el qual participaren historiadors marxistes i no marxistes.
Una altra de les idees força que han definit el corrent ha estat el fet de fer història de la gent corrent, història des de baix o història de baix a dalt: des dels estudis de George Rudé (La multitud en la història) fins als de Hobsbwam i E. P.Thompson, passant pels altres membres del grup, ha estat un senyal d'identitat clar que ha obert tot un camp en el treball d'historiadors d'arreu.

## Influència als Estats Units
Malgrat la referència a Anglaterra, es pot incloure en certa manera en el grup els treballs del nord-americà Eugene Genovese. És precisament als Estats Units on existeix una altra revista que fou fortament influenciada des dels seus inicis pels historiadors marxistes d'aquest corrent: Radical History Review (publicada des de 1975 per la Radical History Organization).

## Polèmiques
Una altra de les revistes inspirades en aquest cas pel mateix Thompson fou la New Left Review (1960), la direcció de la qual va passar a Perry Anderson des de mitjans dels 60. Anderson, com s'ha comentat, intenta fer un tipus d'història marxista diferenciada i a vegades enfrontada amb els fins ara esmentats, de plantejament més generals, però a qui se li ha criticat la metodologia –treballa amb fonts històriques secundàries-. Un dels polèmics temes que inspirarà la revista, confrontant Tom Nairm i Perry Anderson per una banda i Thompson per l'altra, serà el debat sobre el model en què s'hauria d'inscriure la Revolució burgesa a Anglaterra.

## Autors destacats
- Raymond Williams.
- Maurice Dobb.
- Edward Palmer Thompson.
- Eric Hobsbawm.
- Dona Torr.
- Christopher Hill
- Rodney Hilton
- Eric Hobsbawm
- George Rudé
- Raphael Samuel